# Félix Totolehibe
Félix Totolehibe, né en 1909 à Mandritsara (Madagascar) et mort le 1er février 1951 à Analaiva (Madagascar), est un homme politique franco-malgache.

## Biographie
Il est élu au Conseil de la République,,.
Félix Totolehibe meurt le 1er février 1951 à l'âge de 42 ans.